# Lara Menini
Lara Menini est une actrice française. Elle est surtout célèbre pour le rôle d'Eugénie Grangé dans la série Plus belle la vie réalisée par France 3.

## Biographie
Lara effectue une formation au Cours Florent et au Cours Viriot. En 2011, elle joue dans Joséphine, ange gardien  puis, à partir de 2015, elle interprète Eugénie Granger dans Plus belle la vie.

## Filmographie

### Cinéma
- 2007 : La Môme[5]

### Télévision
- 2005 : Boulevard du Palais : Elodie
- 2008 : Sur le fil : Maud[6] (saison 2)
- 2010 : Section de recherches : Laura Moreau
- 2011 : Le Jour où tout a basculé : Lydia (épisode Mon mari veut mon million)
- 2011 : Joséphine ange gardien : Anna Dialossuva
- 2015 - 2022 : Plus belle la vie : Eugénie Grangé

### Publicités[1]
- Évian
- Citroën
- Microsoft
- Présentation audiovisuelle du parc et des hôtels à Disneyland Paris

## Théâtre[1]
- Mademoiselle Marie, mise en scène de Laura Mallet
- Eurydice, mise en scène de Fabien Bergerac